# Lista de povos germânicos

Império Romano com alguns nomes étnicos e em torno da Germânia

As tribos germânicas no século III. Em laranja o Império Romano, em verde os francos

Esta lista de povos germânicos inclui os nomes de populações que falavam línguas germânicas ou, os assim considerados, segundo as fontes históricas, dialetos germânicos (hoje extintos) no período que vai do I milênio a.C. até o início do II milênio d.C.. Eles não representam necessariamente os contemporâneos alemães, mas resguardam em suas distintas origens, línguas e costumes, uma ancestralidade comum. Alguns desdes povos cumprem rigorosamente o conceito de tribo, outros ajustavam-se nas chamadas confederações como também nos federados ou era apenas o resultado da união natural ou militar de pequenas tribos. Alguns desdes, inclusive, poderá ser identificado como falando em um dialeto diferente do germânico, mas foram classificados pelas fontes históricas como pertencentes aos traços e cultura germânicos. Alguns eram, sem dúvida, de uma cultura mista, a qual podem ter assimilado de outra(s) cultura(s) germânica(s).
No século I, foram registradas por Júlio César, Tácito e por outros escritores a um só tempo uma classificação e uma divisão dos povos germanos, segundo seu idioma, em diferentes grupos tribais, em suas correspondentes regiões:
- Nos rios Óder e Vístula (Polônia) (tribos germânicas orientais);
- No baixo Reno (istveões);
- No rio Elba (irminões);
- Na Jutlândia e nas ilhas dinamarquesas (ingevões).

## A
| Nome    | Fontes                      | Variações                                           | Localização | Nome Atual |
| ------- | --------------------------- | --------------------------------------------------- | --- | --- |
| Adogit  | Jordanes, Gética, III.19-21 | Duas possibilidades: 1. *Hálogi 2. *ādogii<*andogii | Norte da Noruega, ambas as possibilidades: 1. Halogalândia, povoada pelos kvens, um povo finlandês, em meados primeiro milênio 2. Povos germânicos de Vesteralândia                                                                                             | Dois possíveis reflexos modernos: 1. Háleygir, uma povoação de Halogalândia 2. Andō, uma ilha próxima de Vesteralândia |
| Elveões | Ptolomeu, Geografia, 2.11.9 | * Helvêconas                                        | Idioma desconhecido, possivelmente prussiano arcaico ou mesmo germânico. Duas localizações possíveis: 1. Silésia, anteriormente alemão, polonês agora como, como dito por Tácito Lúgios 2. Prússia, anteriormente alemão, polonês agora, proximidades de Elbing | Possivelmente Elblag, Polônia                                                                                          |

- Ahelmil
- Alamanos
- Alanos
- Amalausos
- Ampsivários
- Anglos
- Anglo-saxões
- Angrivários
- Asdingos
- Atrébates
- Atuátucos
- Augandzos
- Avarpos
- Eragnarícios
- Ahelmil
- Alamanos
- Alanos
- Amalausos
- Ambrões (possivelmente celtas)
- Anglos
- Anglo-saxões
- Angrivários
- Asdingos
- Atrébates
- Atuátucos
- Augandzos
- Avarpos
- Aviões

## B
- Bemos
- Bétasos
- Banóquemas
- Bastarnas
- Batavos
- Bateinos
- Bávaros
- Bérgios
- Brísgavos
- Brondingos
- Brúcteros
- Bucinobantes
- Burgúndios
- Búrios

## C
- Cerósios
- Calucões
- Cancíacos
- Caninefates
- Catos
- Carítnos
- Cédinos
- Chemas
- Cetúoros
- Chalos
- Camavos
- Charudes
- Catuários
- Caúcos
- Cimbros (possivelmente celtas)
- Cobandos
- Condrusos
- Córcontos
- Curiões

## D
- Dântulos
- Danos
- Dauciões
- Dídunos
- Dulgúbnios

## E
- Eburões
- Eragnarícios
- Esciros
- Eudúsios
- Eunixos
- Evagres

## F
- Farodinos
- Favonas
- Finos
- Firesos
- Fosos
- Francos
- Frísios
- Fúndusos

## G
- Gambrívios
- Gépidas
- Godos
- Godos da Crimeia
- Gautas
- Grânios
- Grutungos

## H
- Hallin
- Hários
- Harudes
- Helísios
- Helvêconas
- Hérulos
- Hermiões
- Hermúnduros
- Hileviões

## I
- Ingriões
- Ingevões (no Mar do Norte germânico)[nota 1]
- Intuergos
- Istevões

## J
- Jutos
- Jutungos

## L
- Lacringos
- Landos
- Lemóvios
- Lentienses
- Levônios
- Lombardos
- Liothida
- Lúgios

## M
- Manimos
- Marcomanos
- Marsos
- Mársacos
- Marsígnos
- Marvingos
- Matíacos
- Mixos
- Morinos
- Mugilões

## N
- Naarvalos
- Nariscos (ou Varistos)
- Nêmetes
- Nertereanos
- Nérvios (possivelmente não germânicos)
- Njars
- Normandos
- Nuitões

## O
- Ostrogodos
- Otingis

## P
- Pemanos
- Pomeranos

## Q
- Quados
- Queruscos

## R
- Rácatas
- Racátrias
- Ragnarícios
- Raumáricos
- Reudígnos
- Ripuários
- Rúgios
- Rus'
- Rúticlos

## S
- Sabalingos
- Salianos/Sálios
- Saxões
- Saxões da Transilvânia
- Segnos
- Sêmnones
- Síbinos
- Sicambros (ou Sugambros)
- Sídinos
- Sigulões
- Silingos
- Sitões
- Suarinos ou Suardões
- Suevos
- Suíones, sueões, suiões, suécidos ou sueãs
- Súnicos

## T
- Tetel
- Taifalos (provavelmente mais relacionados com os sármatas)
- Tencteros
- Tervíngios
- Teuriócemes
- Teutonóaros
- Teutões
- Teustes
- Turíngios
- Toxandros
- Tréveros (possivelmente celtas)
- Tribocos
- Trinobantes (possivelmente celtas)
- Tubantes
- Tungros
- Turcilíngios
- Turões

## U
- Úbios
- Ulmérugos
- Usípetes
- Úsipos

## V
- Valagodos
- Vândalos
- Vândalos
- Vangiões
- Vargiões
- Varnos[3]
- Variscos
- Viquingues
- Vinovílodos
- Viromanduos
- Visburgos
- Visigodos
- Vispos

## Z
- Zumos

## Fundadores míticos
Diversos autores, relativamente aos nomes étnicos de povos germânicos especulam sobre sua origem e assim foi desde os primeiros escritores, que se dedicaram ao assunto, já desde o Renascimento. Uma abordagem cultural atravessando todo o milênio, mais do que um de especulação histórica, tratou de atribuir uma ancestralidade homônima ou tentou reconstruir todo este perfil histórico filológico a partir, por exemplo, dos nomes das pessoas. Veja, por exemplo, Hellen foi o fundador dos helenos, e por aí vai.
Apesar de alguns iluministas historiadores continuarem a repetir essas histórias antigas, como se uma verdade fosse, hoje elas são reconhecidos como manifestamente mitológica. Havia, por exemplo, um Frank, Francus ou Frâncio, ancestral dos francos; Meroveu ou Merovech , ancestral dos Merovíngios. A convergência de dados da história, linguística e arqueologia chegaram a esta conclusão inevitável. A lista dos fundadores míticos destes povos germânicos segue, deste modo:
- Angul — Anglos (Os Reis da Mércia, de acordo com a Crônica Anglo-saxã (the Anglo-Saxon Chronicle), outras dinastias anglo-saxãs foram derivadas de outros descendentes de Woden)
- Armínio (Irmin) —  Hermiões
- Burgundo — Burgúndios (Historia Brittonum)
- Dan — Danos (Chronicon Lethrense)
- Francio — Francos (Liber Historiae Francorum)
- Nór — Noruegueses (Chronicon Lethrense)
- Godo — Godos/Gotas/Gutes
- Ingve — Inglingos, Ingevões
- Manos — Manni, ou "men", nome ou fragmento que posteriormente denominou-se Alamanos (Germânia)
- Seaxnēat — Saxões
- Aurvandil — Vândalos

## Códigos civis e de Leis germânicas
Sabido é que o Sistema romano-germânico, como o sistema jurídico mais disseminado no mundo, teve a sua base no direito romano, mas igualmente teve a sua origem, no remontar dos tempos, nos primeiros prenúncios da concessão de direitos civis, promulgados ou não, concedidos pelos reis "bárbaros".Exemplo disso, já um pouco mais tarde, foi a impetração do Direito visigótico, do Breviário de Alarico, do Código de Eurico e do Código Visigótico, em suas 324 leis, promulgados pelos reis Leovigildo, Recaredo, Quindasvinto, Recesvinto e, posteriormente, arrematado por Afonso X, o Sábio.
Exemplo disso é o Édito de Teodorico, o qual composto de um prefácio, 155 capítulos e uma conclusão, e que conclui sobre a demanda e resolução de questões entre reis germânicos e o Império Romano, teve as suas disposições legais inspiradas principalmente no Direito Romano, extraídas do Código Gregoriano, do Código Hermogeniano e do Código de Teodósio. A sua autoria é disputada por  Teodorico, o Grande, pelo rei Visigodo, Teodorico II e, finalmente por Odoacro.
Assim o código conhecido como o Direito Germânico, ou Leges Barbarorum, diferentemente da Common law, ao ser concebido como um conjunto ou todo, demonstra ser, por motivos diversos, o resultado das concessões feitas pelos soberanos germânicos ao longo dos tempos.
| Legislação                                    | Circunscrito aos  | Data da legislação                                                       |
| "Leges Visiogothorum"                         | Visigodos         | Séculos V a VII                                                          |
| "Lex Romana Burgundionum", "Lex Burgundionum" | Burgúndios        | 483-532                                                                  |
| "Edictum Theoderici"                          | Ostrogodos        | 520                                                                      |
| "Leges Langobardorium"                        | Lombardos         | 643-866, remodelação do antigo "Édito de Rotário" de 643                 |
| "Pactus Legis Salicae", "Lex Salica"          | Francos sálios    | Entre os séculos VI e IX, remodelação das antigas leis de Clóvis, de 500 |
| "Lex Ribuaria"                                | Francos ripuários | Em 623-639, por Dagoberto I                                              |
| "Pactus Legis Alamannorum", "Lex Alamannorum" | Alamanos          | No século VII                                                            |
| "Lex Biauvariorum", "Lex Baiwariorum"         | Bávaros           | 740-748                                                                  |
| "Lex Francorum Chamavorum"                    | Camavos           | No século IX, por Carlos Magno                                           |
| "Lex Saxonum"                                 | Saxões            | Em 803, por Carlos Magno                                                 |
| "Lex Thuringorum"                             | Turíngios         | No século IX, por Carlos Magno                                           |
| "Lex Frisionum"                               | Frísios           | Em 785, por Carlos Magno                                                 |